# Svart skorpionfisk
Svart skorpionfisk (Scorpaena porcus) är en fiskart som beskrevs av Carl von Linné 1758. Svart skorpionfisk ingår i släktet Scorpaena och familjen Scorpaenidae. Inga underarter finns listade i Catalogue of Life.
Arten förekommer i östra Atlanten från Irland och Azorerna till Kanarieöarna och över Medelhavet till Svarta havet. Den vistas nära kusterna och når ett djup av 90 meter. Individerna vistas hela livet i samma region och de gömmer sig ofta vid havsklippor eller bland alger. Ibland besöker svart skorpionfisk öppen grund. Den äter små fiskar som smörbultar och slemfiskar, kräftdjur och andra havslevande ryggradslösa djur. I Medelhavet uppsöker arten ofta områden som är täckta av växten Posidonia oceanica.
I Svarta havet sker fortplantningen mellan juni och september. Beroende på utbredning blir honor könsmogna när de är 15 till 16,7 cm långa. Respektive värden för hanar är 8,5 till 17,5 cm. Honor ökar snabbare i storleken än hanar. Svart skorpionfisk kan leva 12 till 18 år.
Lokala bestånd hotas av intensivt fiske och av vattenföroreningar. Arten är inte sällsynt. Den listas av IUCN som livskraftig (LC).